# Jean-Baptiste Marie de Piquet
Jean-Baptiste Marie de Piquet, marquis de Méjanes et seigneur d'Albaron et de Saint-Vincen, est un bibliophile  français, né le 5 août 1729 à Arles, mort le 5 octobre 1786 à Paris.

## Biographie
Né d'un père à la conduite héroïque au temps de la Peste (en récompense de laquelle sa terre de Méjanes fut érigée en marquisat en 1723), il en hérita en 1748.
Étudiant au Collège Louis-le-Grand, on y remarqua très tôt son goût pour la lecture et son amour des livres, à l'achat desquels il consacra toute sa vie une grande partie de ses revenus.
En 1759, il épousa Marie Gabrielle de Massilian, lui imposant une vie relativement austère et économe en dépit de sa fortune. Il aura l'occasion, sur son lit de mort, de regretter cet état en écrivant à son épouse, le 30 septembre 1786 : « [Je] vous demande encore pardon, si je n'ai pas contribué à votre félicité, autant que j'aurai voulu pendant le temps que nous avons été unis ensemble ».
Premier consul d'Arles pour les années 1761 et 1774, député en Cour de sa ville à deux reprises, il fut premier consul d'Aix et procureur du pays de Provence en 1777-1778. Il s'employa avec zèle à améliorer le sort de ses concitoyens, et vécut ses trois dernières années à Paris, où le retinrent les affaires de Provence. Il avait la réputation d'être un homme intelligent, intègre, simple, et modeste.
Par son testament de 1786, il légua aux États de Provence sa bibliothèque, composée de 60 000 à 80 000 volumes, à la condition qu'elle fût mise à disposition du public dans la ville d'Aix ; il y ajouta un legs de 5 000 livres en rentes pour augmenter le nombre d'ouvrages. Ce legs est à l'origine de la bibliothèque municipale d'Aix (bibliothèque Méjanes).
Le marquis de Méjanes mourut sans postérité, son fils Joseph Marie Marc Antoine de Piquet étant décédé par accident le 4 août 1760, à l'âge de 6 mois et demi. Son légataire universel fut son neveu, le marquis de Lagoy.